# فرود بدون چرخ

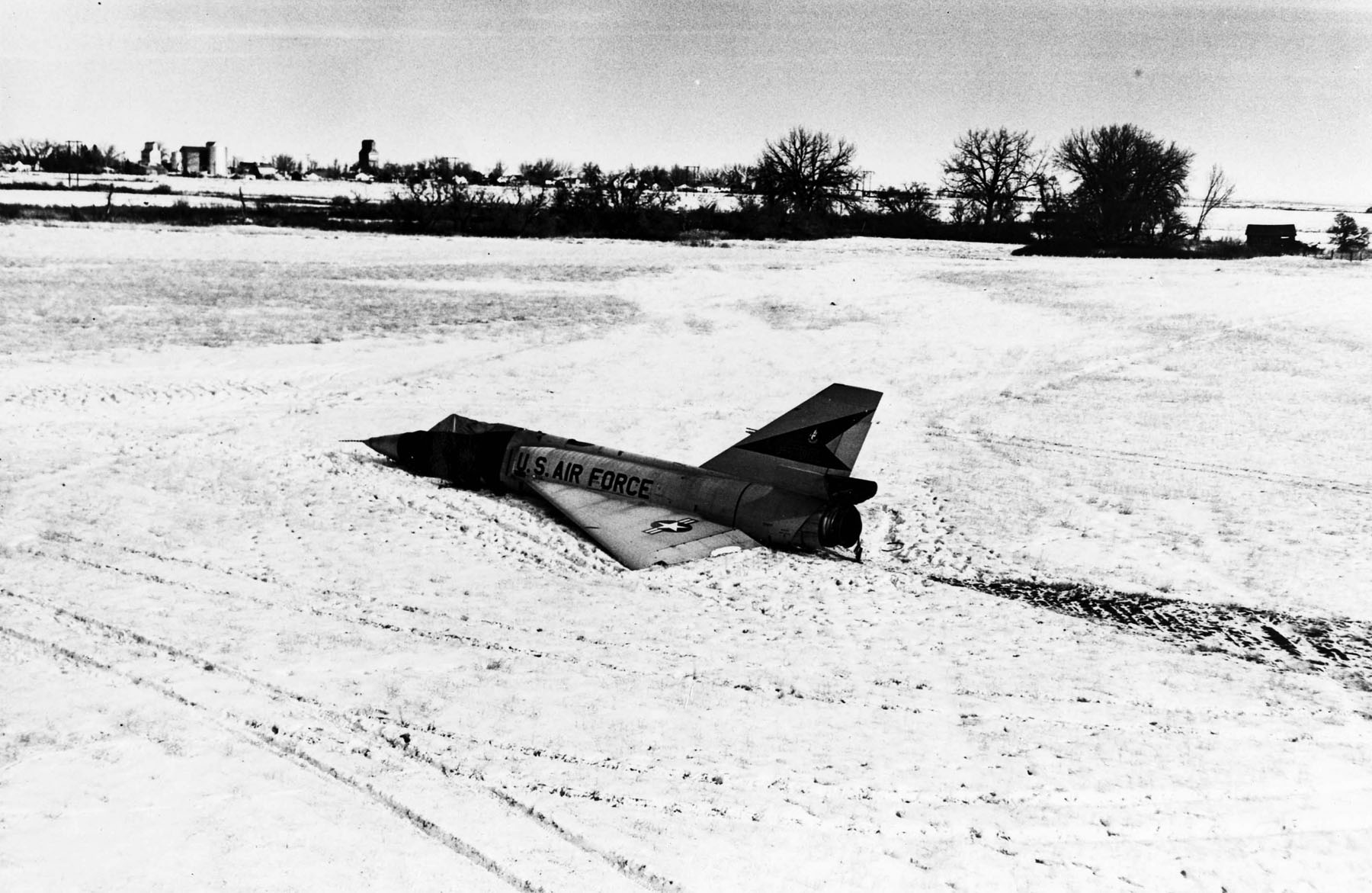
فرود بدون چرخ یک اف-۱۰۶

فرود بدون چرخ به نشست هواپیما درحالی‌ که ارابهٔ فرود بسته یا نیمه‌ باز مانده باشد (به انگلیسی: belly landing یا gear-up landing) گفته می‌شود.
این حالت معمولاً زمانی پیش می‌آید که خلبان فراموش کرده باشد ارابه فرود را باز کند یا ارابه فرود به خاطر نقص فنی باز نشود.
فرود بدون چرخ یا gear up landing به طور معمول آسیب گسترده به هواپیما می‌زند و ممکن است باعث واژگون شدن، تکه تکه شدن قطعات، یا آتش گرفتن هواپیما شود.